# Ranczpar
Ranczpar – wieś w Armenii, w prowincji Ararat. W 2011 roku liczyła 1413 mieszkańców.